# Berg en Bosch (hoofdgebouw)
Het hoofdgebouw van sanatorium Berg en Bosch is een rijksmonument aan de Professor Bronkhorstlaan 10 in Bilthoven in de Nederlandse provincie Utrecht.
Het hoofdgebouw van Berg en Bosch heeft een middendeel van drie bouwlagen met daarnaast twee vleugels van twee bouwlagen. De haaks op het middengedeelte staande vleugelpartij aan de achterzijde bestaat uit een bouwlaag. Haaks hierop staan aan beide zijden twee vleugels. Aan het eind van elk van de noordelijke vleugels bevindt zich een paviljoen. De bouwdelen hebben zadeldaken die zijn gedekt met rode Hollandse pannen. Op de nok staat een klokkenstoel onder koperen spits met windvaan. De vensters in de gevel hebben stalen kozijnen met roedenindeling. In de asymmetrische achtergevel bevinden zich een loggia en twee Vlaamse gevels. 
De hoofdingang ligt verdiept in de gevel, de afgeschuinde hoeken van de portiek hebben natuurstenen reliëfs van Mari Andriessen. Op het linker reliëf is een zieke arbeider te zien die het sanatorium betreedt. De kleinere reliëfs zijn uitbeeldingen van de genezing: een stralende zon, een arts die de patiënt onderzoekt en een zuster die bij een bed staat. Op het rechter reliëf staat de genezen arbeider die terugkeert uit het sanatorium. Boven de ingang is in smeedijzeren letters de naam van het ziekenhuis en bouwjaar vermeld. 
In de zestiger jaren van de twintigste eeuw werd het sanatorium een streekziekenhuis. Tegenwoordig zijn er meerdere privé-klinieken en medischezorgkantoren in gehuisvest.